# Мирјана Детелић
Мирјана Детелић (Београд, 27. децембар 1950 — Београд 18. децембар 2014) била је српски филолог и научни саветник Балканолошког института САНУ. Поља истраживања су јој била поетика и семиотика фолклора, а нарочито десетерачка епика.
Објавила је научне монографије Митски простор и епика (1993), Урок и невеста. Поетика епске формуле (1996), Бели град. Порекло епске формуле и словенског топонима (2006) Епски градови. Лексикон (2007) и приредила низ зборника радова. Аутор је електронске базе епске народне поезије.
Објавила је и два романа: Доркаси. Легенде о нестанку (2009) и Легенде о нестанку (2012).

## Награде
- Награда „Станислав Винавер”, за књигу Митски простор и епика, 1994.
- Награда Вукове задужбине, за књигу Епски градови: лексикон, 2008.
- Награда „Златна српска књижевност”, за књигу Епски градови: лексикон, 2008.